# Максимилиан фон Залм-Залм
Фридрих Ернст Максимилиан фон Залм-Залм (на немски: Friedrich Ernst Maximilian Wild-und Rheingraf zu Salm-Salm, Herzog von Hoogstraeten; * 28 ноември 1732, Анхолт; † 14 септември 1773, Антверпен) е вилд- и Рейнграф, херцог на Хогстратен (при Антверпен, Белгия), губернатор на Люксембург.

## Произход
Той е четвъртият син (от 19-те деца) на 1. княз Николаус Леополд фон Залм-Залм (1701 – 1770), херцог на Хогстратен и вилд и Рейнграф, и съпругата му принцеса Доротея Франциска Агнес фон Залм (1702 – 1751), дъщеря на 5. княз Лудвиг Ото фон Залм (1674 – 1738) и принцеса Албертина Йохана фон Насау-Хадамар (1679 – 1716), дъщеря на княз Мориц Хайнрих фон Насау-Хадамар. Баща му се жени втори път на 12 юли 1753 г. в Анхолт за принцеса Kристина Анна Луиза Освалдина фон Залм (1707 – 1775), вдовица на наследствения принц Йозеф фон Хесен-Рейнфелс-Ротенбург (1705 – 1744), по-малка сестра на майка му Доротея.
Братята му са Лудвиг Карл Ото (1721 – 1778), 2. княз на Залм-Залм, Вилхелм Флорентин Клод Ламорал (1723 – 1744, убит в битка при Фрайбург), Карл Александер (1735– 1796, Лисабон), Емануел Хайнрих Николаус Леополд (1742 – 1808), Франц Йозеф Йохан Андреас (1743 – сл. 1779) и Вилхелм Флорентин (1745 – 1810), архиепископ на Прага (1793 – 1810).

## Фамилия
Фридрих Ернст Максимилиан се жени на 16 март 1757 г. в Хогстратен за ландграфиня Мария Луиза Елеонора фон Хесен-Рейнфелс-Ротенбург (* 18 април 1729, Ротенбург на Фулда; † 6 януари 1800, Анхолт), внучка на ландграф Ернст II Леополд фон Хесен-Ротенбург (1684 – 1749), дъщеря на наследствен принц Йозеф фон Хесен-Райнфелс-Ротенбург (1705 – 1744) и принцеса Кристина цу Залм-Ньофвил (1707 – 1775). Съпругата му Мария Луиза Елеонора е племенница на Поликсена фон Хесен-Ротенбург-Рейнфелс, кралица на Сардиния (1730 – 1735). Те имат седем деца:
- Николаус Леополд Лудвиг (* 1 юни 1760; † 16 март 1768)
- Константин фон Залм-Залм (* 22 ноември 1762, Хогстратен; † 25 февруари 1828, Карлсруе), 3. княз на Залм-Залм, женен I. в Пютлинген на 31 декември 1782 г. за принцеса Виктория Фелицитас фон Льовенщайн-Вертхайм-Рошфор (* 2 януари 1769; † 29 ноември 1786), II. във Винор, Бохемия, на 4 февруари 1788 г. за графиня Мария Валпургис фон Щернберг-Мандершайд (* 11 май 1770; † 16 юни 1806), III. в Хага на 12 юни 1810 г. за Катарина Бендер (* 19 януари 1791, Франкфурт; † 13 март 1831), направена на фрау Залм де Лоон от пруския крал на 28 септември 1830 г.
- Лудвиг Йохан Непомук (* 25 март 1765; † 23 октомври 1765)
- Георг Адам Франц (* 29 май 1766; † 12 юли 1834)
- Вилхелм Флорентин Фридрих (* 26 септември 1769; † 2 март 1824), каноник в Кьолн и Шпайер
- Лудвиг Ото Освалд (* 2 юли 1772; † 5 февруари 1822), женен за Фелицитас Морено
- Мария Анна Хенриета (* 31 октомври 1773; † 18 януари 1776)